# Iosif Teodorescu
Iosif Teodorescu (n. 25 decembrie 1885 - d. 28 martie 1961) a fost un general român, care a luptat în primul și al doilea război mondial.
La 15 septembrie 1916, în calitate de locotenent ia parte cu regimentul 70 Infanterie la luptele pentru apărarea culoarului Câmpulung-Rucăr-Bran. Rezistența eroică a unităților române a zădărnicit toate eforturile inamicului de a străpunge apărarea. Pentru el, Valea Pravățului a devenit ,,valea durerii și groazei”, iar românii au apărat și udat cu sângele lor fiecare palmă de pământ. S-au distins în această luptă, prin iscusință, bravură, spirit de jertfă și hotărârea cu care au atacat și distrus pe vrăjmaș, cucerindu-i pozițiile dominante pe care le ocupa acum: maiorul Grecescu Grigore, căpitanul activ Zaman Traian, locotenentul activ Iosif Teodorescu (viitorul general, comandant al Comandamentului Militar al Capitalei la 23 august 1944).
Regimentului 70 Infanterie au luptat cu aceeași vitejie și pe frontul din Moldova, străbătând și luptând în localități precum Voinești, Pietroși, Șipotul, Vulcana de Sus, Pucioasa, Bucov, Dolceasca, Mizil, Buzău, Râmnicu Sărat, Vitănești, Muncelul, Ivești, Mărăști, Măgura Cașinului, Valea Doftanei.
Ca o răsplată a eroismului și spiritului de sacrificiu dovedite pe câmpul de luptă de cadrele și ostașii regimentului, drapelului acestuia i s-a conferit Ordinul ,,Mihai Viteazul” clasa a III-a, în baza Înaltului Decret nr. 910/19 aprilie 1918 și medalia Comemorativă a Războiului 1916-1918, cu Baretele Dobrogea, Carpați, Mărăști și Mărășești, brevet nr. 10550/1 iulie 1919.
A fost înaintat în 10 mai 1937 la gradul de general de brigadă și în 24 ianuarie 1942 la gradul de general de divizie.
1939 - colonel, comandantul Regimentului 30 Dorobanți Câmpulung Muscel.
3 iunie 1941 - 1 septembrie 1941 - Comandantul Diviziei 18 Infanterie
1 septembrie 1941 - 10 ianuarie 1942 General de brigadă Teodorescu Iosif a fost comandantul Diviziei 11 Infanterie.
1942-1944 Comandant adjunct al Corpului V Infanterie
1944-1945 General de Corp de Armată - comandantul militar al Capitalei.
A fost decorat la 22 noiembrie 1944 cu Ordinul Militar „Mihai Viteazul” cu spade, clasa III-a: 
„Pentru modul cum s'a distins în grelele lupte, dar încununate de succes din zilele de 24-28 august 1944, întreprinse pentru eliberarea Capitalei, dovedind curaj personal și fermitate de caracter demn de toată lauda”.
Decretul regal nr. 2.254 din 22 noiembrie 1944
1945- în rezervă
1945-1946 Rechemat și numit Inspector de Infanterie
1946-1947 în rezervă
1947 în retragere
A luat parte la asediul asupra Odessei. Acțiunile ofensive ale Diviziei a 11-a, executate în zilele de 8-13 octombrie, au dat o ultimă și puternică lovitură apărării sovietice, cu efecte tactice și strategice care au silit pe inamic: să părăsească orice idee de amânare a evacuării; să-și grăbească retragerea cu câteva zile; să distrugă sau să părăsească o mare cantitate de material de război; să-și părăsească un mare numar de partizani; să piardă un regiment care a fost distrus sau capturat în cursul acestor lupte. Acțiunile ofensive ale Diviziei a 11-a în zona Ancestovo - Gniliacovo - Holodnaia Balca (8-13.10.1941)Ș se ordonă Diviziei a 11-a, "să continue atacul cu stânga, în lungul crestei 81,6 - Fomina Balka Mare, pentru a desăvârși întoarcerea rezistenței inamice din Gniliacovo și a pune stăpânire inițial pe linia marginea de Sud a satelor Gniliacovo și Holodnaia Balka, 
apoi pe înălțimile Nord-Vest Fomina Balka Mare".
La 23 august 1944 Generalul de Corp de Armată Iosif Teodorescu, comandantul militar al Capitalei, se prezintă regelui și capătă ordine directe pentru izolarea comandamentelor germane. În 24 august 1944, Generalul Iosif Teodorescu comunică faptul că a ordonat ca unități din regimentul de gardă al „conducătorului” să fie înglobate în detașamentul ce păzea podul de la Băneasa și că această operație fusese terminată fără incidente sau defecțiuni.
Arestat și condamnat, a supraviețuit închisorilor comuniste. Arestat la 4 ianuarie 1951, pentru evenimentele din februarie 1945,
deoarece se căutau noi capete de acuzare pentru arestarea generalului Iosif Teodorescu, eliberat în decembrie 1950. Procesul s-a încheiat la 25 mai 1956, procuratura clasând cauza și hotărând eliberarea învinuiților, deoarece: "în sarcina nici unuia dintre inculpații din dosar nu există probe că au tras în plin".

## Decorații
- Ordinul „Coroana României” în gradul de Comandor cu însemne militare (9 mai 1941)[4]
- Ordinul „Mihai Viteazul” cu spade, cl. a III-a (22 noiembrie 1944)[3]
- Ordinul „23 August” clasa a III-a (12 august 1959) „pentru contribuția activă la întărirea regimului democrat-popular”[5]

## Legături externe
- Generals.dk - Iosif Teodorescu